# Belogoš
Belogoš (cyr. Белогош) – wieś w Serbii, w okręgu toplickim, w mieście Prokuplje. W 2011 roku liczyła 64 mieszkańców.